# Осинка (река, впадает в Воткинское водохранилище)
Осинка — река в России, протекает в Осинском районе Пермского края. Устье реки находится в 487 км по левому берегу Воткинского водохранилища (Осинский залив) на Каме. Длина реки составляет 16 км, площадь водосборного бассейна 61,2 км².

## География
Протекает на юге края, на западе Тулвинской возвышенности. Исток находится в 3 км к юго-востоку от деревни Красные Горки и в 18 км к юго-западу от города Оса, исток находится на водоразделе с бассейном Тулвы, рядом берёт начало река Уймуж.
Течёт на северо-восток, протекает деревни Подгородище и Устиново. Притоки — Нефёдовка, Торочковка, Ивановка, Сергеевка, Тишковка (все — правые).
Впадает в Воткинское водохранилище на западной окраине города Оса, благодаря подпору водохранилища образует в низовье небольшой Осинский залив длиной около двух километров.

## Данные водного реестра
По данным государственного водного реестра России относится к Камскому бассейновому округу, водохозяйственный участок реки — Кама от Камского гидроузла до Воткинского гидроузла, речной подбассейн реки — бассейны притоков Камы до впадения Белой. Речной бассейн реки — Кама.
По данным геоинформационной системы водохозяйственного районирования территории РФ, подготовленной Федеральным агентством водных ресурсов:
- Код водного объекта в государственном водном реестре — 10010101012111100015124
- Код по гидрологической изученности (ГИ) — 111101512
- Код бассейна — 10.01.01.010
- Номер тома по ГИ — 11
- Выпуск по ГИ — 1